# 中华蛇根草
中华蛇根草（学名：Ophiorrhiza chinensis）是茜草科蛇根草属的植物，是中国的特有植物。分布于中国大陆的四川、江西、湖北、安徽、福建、广西、广东、贵州、湖南等地，生长于海拔300米至1,500米的地区，多生长于阔叶林下的潮湿沃土上，目前尚未由人工引种栽培。
其种加词“chinensis”意为“中华的”。

## 异名
- Ophiorrhiza chinensis H. S. Lo f. emeiensis H. S. Lo